# Brown Sugar
Az 1995-ös Brown Sugar D’Angelo debütáló nagylemeze. A dalok a szerelemmel foglalkoznak. Zeneileg elsősorban a R&B-ra és soulra hasonlít, de felfedezhetőek rajta a funk, quiet storm és a hiphop elemei.
Az album a 6. helyen debütált a Billboard Top R&B albumlistáján, az első két hónapban 300 000 példányban kelt el. 65 hetet töltött a Billboard 200-on, egy év után megkapta a platina minősítést. Négy Grammy-jelölést kapott, a kritikusok mérföldkőnek tartják. Az album szerepel az 1001 lemez, amit hallanod kell, mielőtt meghalsz című könyvben.

## Az album dalai
|     | Cím                                | Szerző(k)                          | Hossz |
| --- | ---------------------------------- | ---------------------------------- | ----- |
| 1.  | Brown Sugar                        | D'Angelo, Ali Shaheed Muhammed     | 4:22  |
| 2.  | Alright                            | D'Angelo                           | 5:13  |
| 3.  | Jonz in My Bonz                    | D'Angelo, Angela Stone             | 5:56  |
| 4.  | Me and Those Dreamin' Eyes of Mine | D'Angelo                           | 4:46  |
| 5.  | Shit, Damn, Motherfucker           | D'Angelo                           | 5:14  |
| 6.  | Smooth                             | D'Angelo, Luther Archer            | 4:19  |
| 7.  | Cruisin'                           | William Robinson, Marvin Tarplin   | 6:24  |
| 8.  | When We Get By                     | D'Angelo                           | 5:44  |
| 9.  | Lady                               | D'Angelo, Raphael Saadiq           | 5:46  |
| 10. | Higher                             | D'Angelo, L. Archer, Rodney Archer | 5:28  |

## Közreműködők
1. Brown Sugar
  - D'Angelo – ének, hangszerelés, hangszerek
  - Ali Shaheed Muhammad – dob programozása
2. Alright
  - D'Angelo – ének, hangszerelés, hangszerek (kivéve gitár)
  - Bob Power – gitár
3. Jonz in My Bonz
  - D'Angelo – ének, hangszerelés, hangszerek (kivéve gitár)
  - Bob Power – gitár
4. Me and Those Dreamin' Eyes of Mine
  - D'Angelo – ének, hangszerelés, hangszerek (kivéve gitár)
  - Bob Power – gitár
5. Shit, Damn, Motherfucker
  - D'Angelo – ének, hangszerelés, hangszerek (kivéve gitár)
  - Bob Power – gitár
6. Smooth
  - D'Angelo – ének, hangszerelés, hangszerek (kivéve gitár, basszusgitár, dob)
  - Mark Whitfield – gitár
  - Larry Grenadier – basszusgitár
  - Gene Lake – dob
7. Cruisin'
  - D'Angelo – ének, hangszerelés, hangszerek
  - Dunn Pierson – karmester, zenekar hangszerelése
  - Laura Vivino – fuvola, piccolo
  - hegedű – Gerald Tarack, Marilyn Wright, Regis Iandorio, Matthew Raimondi, Masako Yanagita, Natalie Kriegler, Alexander Simionescu, Winterton Garvey
  - brácsa – Julien Barber, Olivia Koppell, Sue Pray, Eufrosina Railenu
  - cselló – Jesse Levy, Seymour Barab
8. When We Get By
  - D'Angelo – ének, hangszerelés, hangszerek (kivéve trombita)
  - Bob "Bassy" Brockman – trombita
9. Lady
  - D'Angelo – ének, hangszerelés, kiegészítő gitár
  - Raphael Saadiq – gitár, basszusgitár, hangszerelés
  - Tim Christian – zongora
10. Higher
  - D'Angelo – ének, hangszerelés, hangszerek (kivéve basszusgitár, dob, ritmusgitár)
  - Will Lee – basszusgitár
  - Ralph Rolle – dob
  - Bob Power – ritmusgitár

## Fordítás
Ez a szócikk részben vagy egészben a Brown Sugar (D'Angelo album) című angol Wikipédia-szócikk ezen változatának fordításán alapul.  Az eredeti cikk szerkesztőit annak laptörténete sorolja fel. Ez a jelzés csupán a megfogalmazás eredetét és a szerzői jogokat jelzi, nem szolgál a cikkben szereplő információk forrásmegjelöléseként.